# Zisterzienserinnenkloster Gradefes

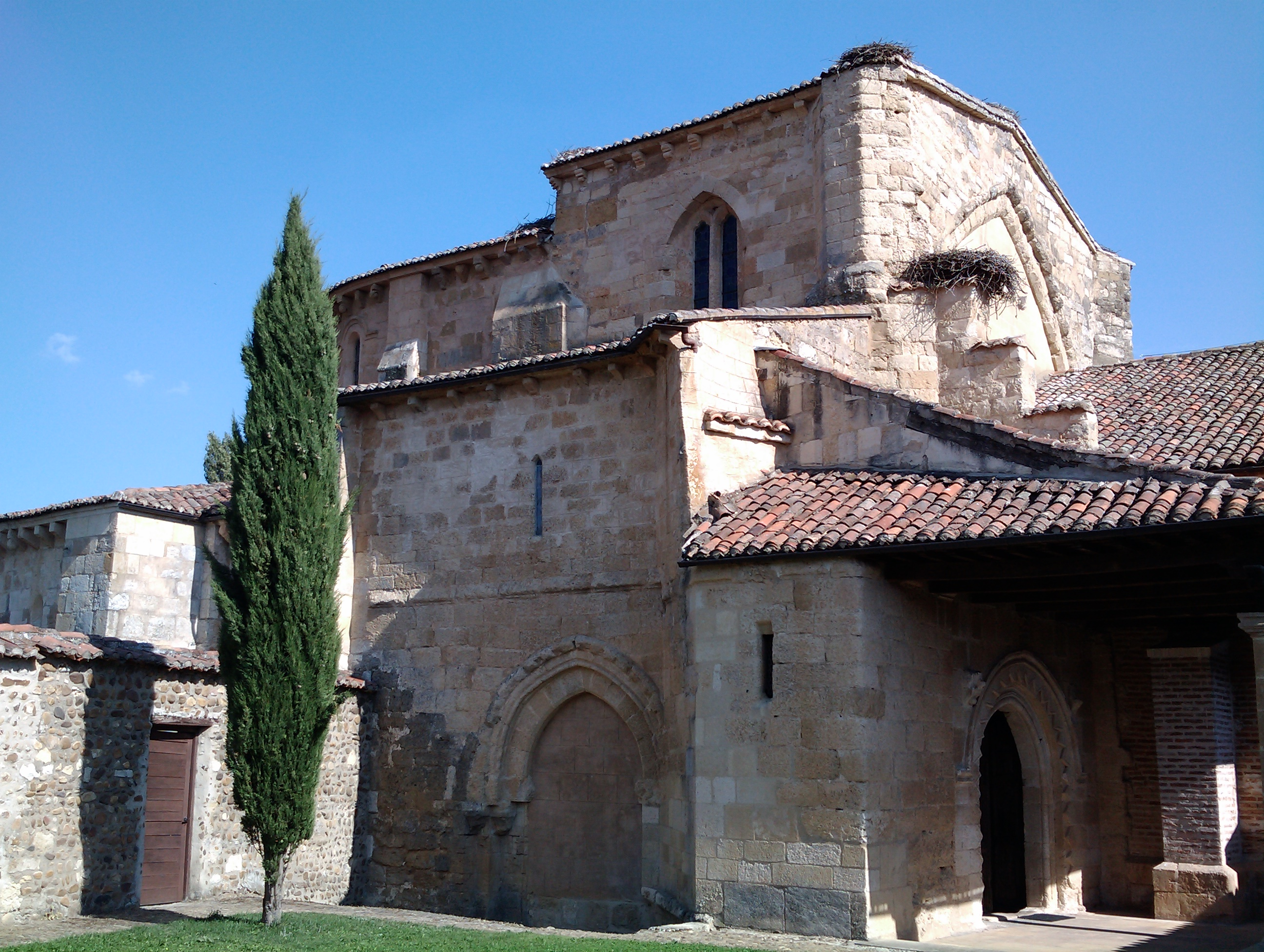
Kloster Gradefes

Das Zisterzienserinnenkloster Gradefes ist seit 1177 ein Kloster der Zisterzienserinnen in Gradefes, Provinz León, in Spanien.

## Geschichte
Im Jahre 1164 wurde 30 Kilometer östlich León am Fluss Esla von der adeligen Witwe Teresa Petri das Nonnenkloster Santa María de Gradefes gestiftet und 1177, nach Eintreffen der ersten Besiedlerinnen aus dem Kloster Tulebras im Jahre 1168, rechtens begründet. Die Stifterin war bis zu ihrem Tod 1187 auch die erste Äbtissin. Sehr bald kam es zu Tochtergründungen: 1181 in Santa Colomba de las Monjas, Provinz Zamora (später Kloster Benavente, Peugniez 832) und 1245 in Otero de las Dueñas (30 Kilometer nördlich León, Peugniez 820). Von 1629 bis 1632 lebte der Konvent in Medina de Rioseco. Heute gehört er zur Zisterzienserinnenkongregation San Bernardo (C.C.S.B.). Peugniez lobt die Klosterkirche aus dem 12. Jahrhundert, die seit 1924 unter Denkmalschutz steht, als eine der hervorragendsten der spanischen Romanik, ferner den Kapitelsaal. Das Chorgestühl befindet sich im Archäologischen Museum in Madrid.